# Sais rosalia
Espèce
Sais rosalia est une espèce d'insectes lépidoptères de la famille des Nymphalidae, de la sous-famille des Danainae et du genre Sais.

## Dénomination
Sais rosalia a été décrit par Pieter Cramer en 1779 sous le nom initial de Papilio rosalia.

### Noms vernaculaires
Sais rosalia se Rosalia Tigerwing nomme .

### Sous-espèces
- Sais rosalia rosalia; présent au Surinam, en Guyana et en Guyane.
- Sais rosalia badia Haensch, 1905; présent en Bolivie.
- Sais rosalia camariensis Haensch, 1905; présent en Guyana
- Sais rosalia brasiliesis Talbot, 1928; présent au Brésil.
- Sais rosalia klagesi Avinoff, 1926; présent au Brésil.
- Sais rosalia mosella (Hewitson, 1867)
- Sais rosalia promissa Weymer, 1883; présent au Brésil.
- Sais rosalia rosalinde Weymer, 1890; présent au Brésil.
- Sais rosalia schatzi Zikán, 1941; présent au Brésil.
- Sais rosalia virchowii Dewitz, 1877; présent au Venezuela
- Sais rosalia zitella (Hewitson, 1868); présent au Pérou[1].

## Description
Sais rosalia est un papillon aux ailes antérieures bien plus longues que les ailes postérieures. 
Le revers est orange avec une bordure marron avec ligne submarginale de points blancs et, aux ailes antérieurs une bande blanche séparant l'apex marron.

## Écologie et distribution
Sais rosalia est présent au Venezuela, en Bolivie, au Pérou, au Brésil, au Surinam, en Guyana et en Guyane.

### Protection
Pas de statut de protection particulier.